# Clubul Sportiv Jiul Petroșani
Il Clubul Sportiv Jiul Petroșani, meglio nota come Jiul Petroșani , semplicemente come Jiul, è una società calcistica rumena con sede nella città di Petroșani. Milita in Liga III. Fondata nel 1919 con il nome di CAM Petroșani.
Jiul Petroșani è uno dei club attivi più antichi della Romania. Fondato prima di squadre come Steaua București, Dinamo București o Rapid București, Jiul Petrosani, nella sua forma migliore, si classificò al 2 ° posto Campionato rumeno di calcio 1924–25 nella massima serie. Per gran parte della sua esistenza, il Jiul è stato una presenza costante nei primi due livelli del campionato di calcio rumeno, rendendolo un club tradizionale nel paese.
I suoi risultati più importanti sono stati la vittoria della Coppa di Romania nella stagione 1973-74, manifestazione della quale fu finalista anche nella stagione 1971-72, e la qualificazione per la finale della Coppa dei Balcani del 1979, nella quale venne sconfitta dal NK Rijeka. Ha inoltre partecipato alla Coppa delle Coppe nella stagione 1974-1975, durante la quale venne eliminata dal Dundee United (2-3).
Nel 1990, la chiusura delle miniere della Valle del Jiu, principale motore dell'economia locale, portò al decadimento di Jiul Petrosani, mettendo ogni anno la squadra in pericolo di bancarotta.

## Storia

### Fondazione e primi anni
Il calcio è stato introdotto nella valle del Jiu all'inizio del XX secolo e inizialmente veniva giocato a Petroșani, nell'attuale sede della miniera di Dâlja. Nonostante la sfiducia e l'ostilità dei minatori di carbone locali, il cui commercio guidava l'economia locale, Ion Winklehner, direttore generale delle miniere della Petroșani Society. Nel 1922, il CAMP entrò nel campionato del distretto di Arad, dove giocò contro squadre della regione di Hunedoara. I proprietari del club hanno portato giocatori dall'esterno di Petroșani per renderli una squadra competitiva. Nella sua prima stagione, CAMP si è classificato terzo dopo AAC Arad e CS Vulcan. Nell'edizione 1924-25 vinsero il campionato, ora sotto il nome di Associazione dei club sportivi della società Petroșani, adottato dopo la fusione con CS Vulcan nel 1924. L'UCASP partecipò alla fase finale del la stagione 1924–25 della Divizia A dopo aver eliminato U Cluj e Jahn Cernăuți, ma perse la finale (1–5) contro Chinezul Timișoara.
Dopo che la fusione con CS Vulcan fu annullata nel 1926, l'UCASP si fuse con Jiul Lupeni. Parteciparono alla finale nazionale della stagione 1927-28 ma persero il 29 luglio 1928 contro il Colțea Brașov.A causa della popolarità della Divizia A, iniziata nel 1932-33. La stagione 1934-35 iniziò con cinque serie basate su criteri geografici. Le regole all'epoca stabilivano che si sarebbe tenuto un torneo di promozione tra i vincitori delle cinque serie. Jiul Petroșani ha vinto il torneo e ha continuato a giocare una partita di playoff promozione contro l'ultima squadra in classifica, l'AMEFA Arad finendo 0-2 ad Arad e 0-0 in casa.La stagione 1936-37 vide l'introduzione della Divizia C, la terza divisione, il che significa che furono promosse quattro squadre delle due serie della Divizia B.

### Anni di consolidamento

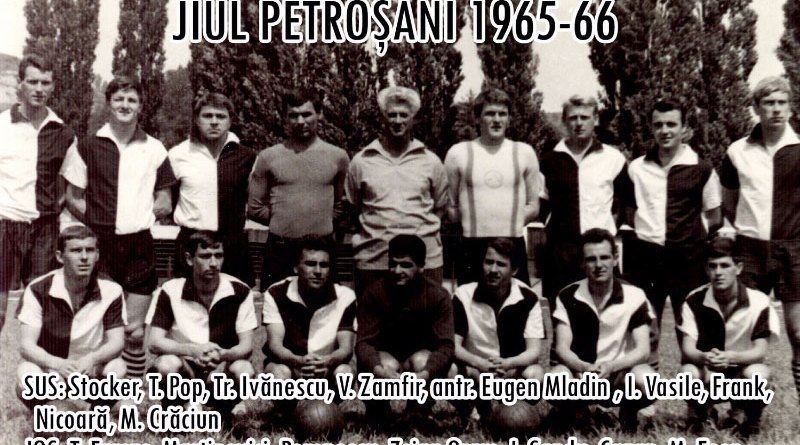
Giocatori dell'Jiul Petroșani nel 1965-1966

Fino alla fine della seconda guerra mondiale Jiul Petroșani oscillò tra la Divizia A e la Divizia B. I migliori giocatori sono rimasti statici. Il club vinse la serie del secondo campionato alla fine della stagione 1940-41, ma il campionato fu interrotto dalla guerra e sospeso fino al 1946. Jiul Petroșani tornò alla Divizia A. Nella stagione 1948-49, Jiul Petroșani ha ottenuto la sua migliore prestazione finora.
Tra il 1950 e il 1956 la Divizia A giocò secondo il modello sovietico in un sistema primavera-autunno.
Il club ha continuato a classificarsi a metà campionato per diversi anni sotto. Alla fine della stagione 1959-1960, tuttavia, fu retrocessa in Divizia B. La squadra trascorse lì solo una stagione prima di essere promossa nuovamente sotto la guida dell'allenatore Bazil Marian dopo aver sconfitto il CSM Baia Mare nel campionato di serie. Dopo essere tornati in Divizia A per la stagione 1961-62.  L'allenatore Eugen Mladin li riportò nel massimo campionato per la stagione 1966-67.

### Golden Team

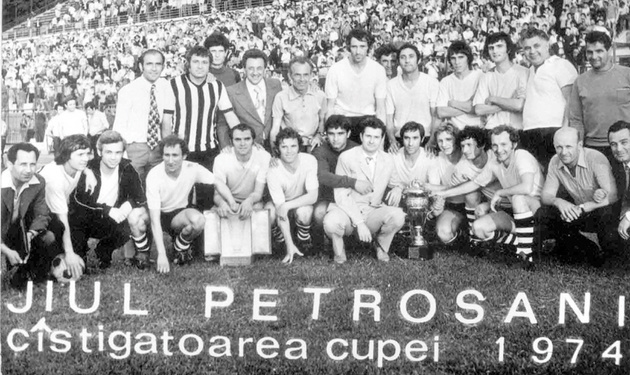
Jiul Petroșani squadra che vinse la Coppa di Romania nel 1974

Jiul Petroșani ha trascorso otto anni nella Divizia A, saltando da una posizione all'altra. Sotto la guida dell'allenatore Traian Ivănescu, tuttavia, la squadra inclusi i giocatori Ion Nițu, Gogu Tonca, Andrei Stocker, Alexandru Nagy, Petre Libardi, Árpád Szűcs, Gheorghe Mulțescu, Adalbert Rozsnyai e Mihai Stoichiță sconfisse la Politehnica Timișoara nel 1973– 74 Finale di Coppa di Romania e ha portato a casa il trofeo per la prima volta. Potuto partecipare alla Coppa dei Campioni per la prima volta, ma hanno perso complessivamente 2-3 al primo turno contro il Dundee United. Jiul Petroșani rimase nella prima lega e balzò al 5º posto nella stagione 1976-77 sotto la guida dell'allenatore Gheorghe Ene e con giocatori tra cui Iosif Cavai, Dragu Bădin, Grigore Ciupitu, Augustin Deleanu, Traian Stoica, Ionel Augustin, Gheorghe Mulțescu e Florea Dumitrache. Dopo aver perso lo stadio originale in seguito a un incendio nel 1975, il nuovo stadio della squadra fu inaugurato nel parco Lunca Jiului nel 1982. Alla fine della stagione 1984-85, tuttavia, Jiul Petroșani fu retrocesso in seconda lega dopo 19 stagioni. Tre allenatori della squadra sono stati licenziati e 24 giocatori sono stati utilizzati, molti dei quali sospettati di partite truccate. Jiul Petroșani ha continuato a oscillare tra i campionati nei successivi 15 anni.
Riportò la squadra in Divizia A dopo la stagione 1985-86. Rimasero in Divizia B per due anni fino al 1988-1989, quando furono promossi. I due anni successivi nel primo campionato furono all'altezza di giocatori come Ioan Varga, Marian Bâcu, Horațiu Lasconi, Aristică Cioabă, Ion Sburlea e Damian Militaru.

### Alti e bassi

Il percorso Jiul Petrosani all'interno delle divisioni nazionali.

Alla fine della stagione 1990-91, però, non solo retrocessero, ma trascorsero anche diverse stagioni al centro della Divizia B, con il 13 posto nel 1993-94 e il 7 posto nel 1994-95. La squadra è riuscita a risollevarsi grazie all'intervento di Miron Cozma, leader della Lega dell'Unione dei Minatori della Valle del Jiu .
Sotto la guida dell'allenatore Ion Dumitru e con i giocatori di spicco Leontin Toader, Aristică Cioabă, Marin Tudorache e Fănel Țîră, Jiul Petroșani tornò nel primo campionato per la stagione 1995-96. Il Jiul retrocesse alla fine della stagione 1997-98 con la sconfitta più schiacciante nella storia del club: concluse la stagione con 10 punti e solo tre vittorie su 34 partite. La proprietà del club passò di mano nelle stagioni successive e la squadra fece fatica; anche dopo aver assunto l'esperto allenatore Ioan Sdrobis, Jiul Petroșani è stato ulteriormente retrocesso in Divizia C per la prima volta nella sua storia alla fine della stagione 2001-2002. Nonostante la disastrosa stagione 2001-2002, Jiul Petroșani ha trascorso solo un anno in Divizia C. Nel 2003-2004, Jiul Petroșani ha continuato ad andare avanti con determinazione a solo un punto dal CFR Cluj. Hanno terminato la stagione successiva nella terza serie a pari merito con Gaz Metan Mediaș e sono stati promossi di nuovo in Divizia A grazie alla loro migliore media gol.

### L'ultimo splendore dei minatori
Le due stagioni successive hanno visto una serie di cambiamenti amministrativi e problemi all'interno della squadra e il club ha cambiato due allenatori diversi. Nonostante l'acquisizione di Alin Paleacu, Florentin Dumitru, Alin Ilin e Laurențiu Diniță, Jiul Petroșani è arrivato 18esimo in fondo alla classifica con 20 punti e la serie più lunga senza vittorie della stagione. Sono tornati nel secondo campionato, ora chiamato Liga II. Il declino dell'industria mineraria nella Valle del Jiu, la retrocessione e il dramma interno hanno visto la squadra in difficoltà per diversi anni, soprattutto a livello finanziario. Il giocatore Mihai Lungan ha accusato Alin Simota, proprietario di Jiul Petroșani, di aver mandato le sue guardie del corpo a picchiarlo dopo che Lungan aveva tentato di rescindere il suo contratto. Del secondo campionato, piazzandosi 6 nel 2007-2008, 10 nel 2008-2009 e 16 nel 2009-2010 dopo essere stato escluso dal campionato.
ha messo ancora più a dura prova il budget già ridotto e Jiul Petroșani è sceso in Liga IV per la stagione 2010-11 . Hanno finito in testa alla classifica ma hanno nella partita di promozione contro Flacăra Făget del Distretto di Timiș. Nonostante ciò, Jiul è riuscito a unirsi alla Liga III a causa della carenza di squadre e si è classificato quinto. Alin Simota ha lasciato la squadra durante la pausa invernale 2012-2013, designandone la proprietà al Comune di Petroșani. La città, tuttavia, rifiutò di subentrare e Jiul fu costretto a ritirarsi dalla Liga III e rientrare nella Liga IV. Nel 2014, il club è stato trasferito al Club sportivo municipale di proprietà del governo e i finanziamenti sono diventati ancora più scarsi. Pertanto, hanno continuato a lottare, piazzandosi 8 nel 2013–14, 9 nel 2014–15, 13 nel 2015–16, 9 nel 2016–17, 12 nel 2017–18 e 9 nel 2018–19. Nonostante i cambiamenti durante la pandemia COVID-19 e il 12 posto nella stagione 2019-20, Jiul Petroșani è stato promosso e si è classificato 8° nel settimo round della stagione 2020-21 della Liga III. Sono riusciti a rimanere nella terza lega durante la stagione 2021-22, ma si sono qualificati per i play-out nel 2022-23.

## Colori e simboli

### Colori

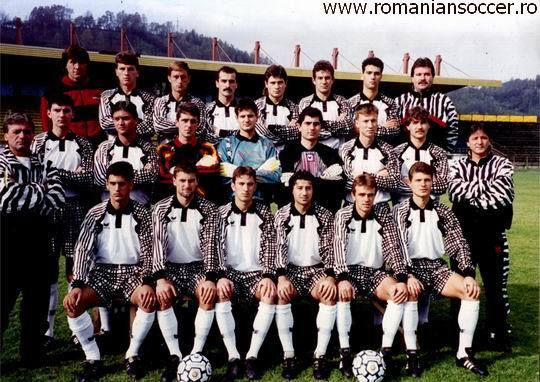
La maglia sbarrata di metà anni 90.

I colori sociali dell'Jiu sono il bianco e il nero, gli stessi delle insegne comunali, presenti nella divisa della squadra fin dagli esordi pur se il loro utilizzo è spesso variato tra differenti partiture. Sul finire del XIX secolo la neonata Jiul Petrosani indossa una maglia completamente nera.
Negli anni 20 del Novecento la casacca viene ripartita verticalmente a metà tra le due tinte, mentre in seguito il bianco diventa predominante, con il nero relegato alle decorazioni. Dagli anni 40 si ha pressoché stabilmente la tipica maglia a strisce bianconere, spesso corredata da pantaloncini e calzettoni neri, oppure da calzoncini bianchi e calzettoni neri.
Le uniche innovazioni di rilievo si hanno durante gli anni 80, quando l'abbigliamento dei friulani si discosta dalla tradizione e presenta le soluzioni più fantasiose: spiccano soprattutto le casacche bianche con palo centrale nero usate nella prima parte del decennio, cui seguono quelle nere attraversate da una massiccia sbarra bianca. Dagli anni 90 si assiste a un graduale ritorno alla sobrietà, pur se non mancano sperimentazioni come le strisce "incurvate" lungo l'estremità superiore, viste a metà degli anni 2000.
Per quanto concerne invece le uniformi da trasferta, queste non hanno degli schemi fissi al di fuori della tinta unita, tanto che il club attinge di anno in anno a diverse colorazioni quali il blu, il giallo, l'arancione, il celeste e il rosa, nonché agli stessi bianco e nero già propri della divisa casalinga.

### Simboli ufficiali

#### Stemma
Nel corso della sua storia, Jiul Petrosani ha utilizzato numerose icone che richiamano i colori e i simboli della città di Petrosani. Il primo stemma del club minerario era costituito da uno stemma con i colori specifici bianco e nero abbinato ad una croce su cui era scritta l'abbreviazione del nome del club dell'epoca.
L'arrivo del comunismo all'interno dell'istituzione rumena nel 1944, dopo l'entrata dell'Armata Rossa in Romania, causò molte conseguenze che colpirono anche il calcio. Pertanto, la squadra mineraria ha cambiato il proprio logo in un nuovo colore blu che è stato accompagnato dal simbolo comunista e dal martello che è il simbolo specifico della squadra.
Dagli anni '50 lo stemma cambiò nuovamente in una forma rotonda che è stata mantenuta fino ad oggi, dopo diversi cambiamenti, lo stemma è rimasto in forma rotonda con lo stemma dei martelli e con il colore specifico del club minerarioNegli anni '90 e 2000, dopo la caduta del comunismo, la squadra ha cambiato il proprio stemma in uno scudo in cui si trova il simbolo centrale della squadra.
Nel 2007 è tornato allo stemma rotondo originale.

#### Inno
L'inno ufficiale del club si chiama "Haide Jiul" ed è eseguito dalla band Acustic. Il leader della tribuna della città di Petrosani voleva un inno per la squadra, chiese a Geo Popa, all'epoca leader della banda Acustica. Si sapeva che negli stadi i tifosi bianconeri accettavano il tema musicale della canzone Na Na Na Hey Hey Kiss Him Goodbye della band Steam composta da Garrett Scott, apparsa negli anni '70. L'inno di Ji è un adattamento della parte del ritornello adattando il testo alla zona di Petrosani, al lavoro dei minatori.

## Strutture

### Stadio

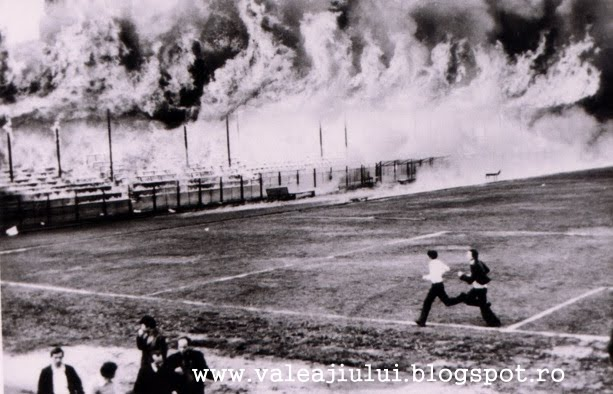
Il vecchio stadio Jiul, usato dalla squadra dal 1922 al 1975

Jiul Petroșani ha avuto nel tempo due stadi, e quello attuale non sarebbe mai stato costruito se non fosse stato per un incidente. Ciò accadde il 25 maggio 1975, nello stadio a tribuna unica che esisteva quasi dalla sua fondazione. Quel giorno era in programma una partita con l'Politehnica Iași, che si annunciava estremamente tesa a causa della situazione critica con la retrocessione dal. Minatori dove si trovavano i Divizia A.
La partita è stata diretta dall'arbitro di Bucarest, Gheorghe Limona, che ha dato il via e la disputa è proseguita normalmente fino al 14º minuto, quando la tribuna, 53 anni, ha preso fuoco e la direzione è stata costretta a ricominciare la costruzione dello stadio. Il nuovo stadio è diventato unico in Romania dal 1981, ed era l'unico con due tribune,quella ufficiale completamente coperte fino all'inaugurazione delle arene di Cluj, Ploiești e Bucarest.
È stato migliorato fino a raggiungere nuovi standard dopo la recente promozione nella Divizia A 2005-06, quando l'intera superficie è stata ricoperta da sedie di plastica, è stato illuminato un campo di allenamento e la tribuna stampa ha beneficiato di prese di corrente e accesso a Internet.
La costruzione aveva ancora installato un tabellone elettronico, una pista di atletica posizionata attorno al campo e quattro campi di allenamento appartenenti al complesso sportivo. Originariamente lo stadio aveva una capienza di 30.000 posti, ma questa è stata ridotta a 15.500 a seguito dei lavori di ristrutturazione del 2005, durante i quali le vecchie panchine sono state sostituite con posti a sedere.

### Centro di allenamento
Il centro sportivo Petre Libardi è l'insieme di strutture e campi di allenamento che vengono utilizzate dalla prima squadra dell'Jiul Petrosani. Intitolato a uno dei più importanti alleto calciatori della storia bianconera, sorge a pochi metri dallo stadio.

## Diffusione nella cultura di massa
L'Jiul Petrosani è spesso presente in varie opere della cultura romana. In ambito cinematografico è da ricordare le serie rumene Las Fierbinti e La Bloc, che spesso presentavano film sul calcio degli anni '90 e '00, in cui c'era anche il club dei minatori della valle del Jiu, controllato da Miron Cozma. Il club Jiul Petrosani, per il suo legame con la parte mineraria della città, ha portato i minatori ad una somiglianza con il club fin dagli anni '20 quando venivano chiamati i minatori di Jiu. Il club ha un legame nella cultura di base del paese con le azioni dei minatori della metà degli anni '90 che nutrivano sentimenti negativi nei confronti del club.

## Palmarès

### Competizioni nazionali
- Coppa di Romania: 1

1973-1974
- Divizia B: 1

2004-2005

### Altri piazzamenti
- Campionato rumeno:

Secondo posto: 1924-1925
Terzo posto: 1948-1949
- Coppa di Romania:

Semifinalista: 1942-1943, 1971-1972, 1985-1986
- Coppa dei Balcani:

Finalista: 1977-1978

## Statistiche e record

### Partecipazione ai campionati

#### Campionati nazionali
| Livello | Categoria           | Partecipazioni | Debutto   | Ultima stagione | Totale |
| ------- | ------------------- | -------------- | --------- | --------------- | ------ |
| 1º      | Prima Divisione     | 2              | 1922-1923 | 1923-1924       | 41     |
| 1º      | Divizia A           | 51             | 1946-1947 | 2006-2007       | 41     |
| 2º      | Divizia B Serie III | 10             | 1960–1961 | 2004-2005       | 24     |
| 2º      | Divizia B Serie II  | 14             | 1987-1988 | 2009-2010       | 24     |
| 3º      | Divizia C Serie VI  | 1              | 2002-2003 | 2002-2003       | 7      |
| 3º      | Divizia C Serie VII | 4              | 2020-2021 | 2023-2024       | 7      |
| 3º      | Divizia C Serie VII | 2              | 2011-2012 | 2012-2013       | 7      |
| 4º      | Divizia D Hunedoara | 7              | 2013–2014 | 2019-2020       | 7      |

Nelle sue prime stagioni ufficiali, prima di accedere alle leghe nazionali, l'Jiul giocava nelle competenze del Campionato rumeno di calcio 1924-1925.

### Partecipazione alle competizioni UEFA
| Competizione UEFA | Partecipazioni | Debutto | Ultima stagione | Totale     |
| ----------------- | -------------- | ------- | --------------- | ---------- |
| Coppa delle Coppe | 1              | 1974    | 1974            | 1 stagioni |